# Ineke Lambers-Hacquebard
Jozina Johanna (Ineke) Lambers-Hacquebard (Deventer, 12 maart 1946 – Roden, 12 mei 2014) was een Nederlandse politica. Voor de Democraten 66 (D66) maakte ze als staatssecretaris van Volksgezondheid en Milieuhygiëne in 1982 en 1983 deel uit van de kabinetten Van Agt II en Van Agt III. Daarvoor en daarna was ze lid van de Tweede Kamer der Staten-Generaal.
Lambers-Hacquebard studeerde rechten aan de Rijksuniversiteit Leiden. Na haar afstuderen werkte ze als beleidsmedewerker bij het ministerie van Economische Zaken en later als beleidsmedewerker bij de gemeente Groningen. In 1977 werd ze namens D66 gekozen in de Tweede Kamer. Ze was binnen de fractie milieudeskundige en fractiewoordvoerder landbouw, energie en waterstaat. Ze viel op omdat ze met haar fractiegenoot Elida Tuinstra in 1980 in tegenstelling tot de rest van haar fractie voor een motie van de PPR stemde, waarin werd gevraagd om stilleggen van de kerncentrales in Borssele en Dodewaard.
Toen D66 in 1981 toetrad tot het kabinet-Van Agt II, werd de op dat moment 35-jarige Lambers-Hacquebard staatssecretaris van Volksgezondheid en Milieuhygiëne. Ze was hierbij verantwoordelijk voor milieuzaken en onder andere aangelegenheden betreffende de Warenwet. Ze maakte zich als bewindspersoon sterk voor het gescheiden ophalen van huisvuil en initieerde het wetsvoorstel Interimwet Bodemsanering. Met de Antikernenergiebeweging kwam ze in de zomer van 1982 in botsing toen ze weigerde een vergunning in te trekken voor het dumpen van radioactief ziekenhuisafval in de Atlantische Oceaan. Wel ging ze op zoek naar andere mogelijkheden voor dit afval in de toekomst.
In de aanloop naar de Tweede Kamerverkiezingen 1982 werd ze door de leden van D66 op de eerste plaats van de kandidatenlijst gekozen. Ze bedankte echter voor deze eer, waarop Jan Terlouw de lijsttrekker werd. Doordat D66 na deze verkiezingen niet terugkwam in het kabinet, keerde Lambers-Hacquebard terug in het parlement. Een jaar later keerde ze de Haagse politiek de rug toe wegens ziekte van haar man.
Na haar politieke loopbaan was Lambers-Hacquebard onder andere voorzitter van de Vereniging van Ziekenhuizen in Friesland, voorzitter van het college van bestuur van de Rijkshogeschool Groningen, inspecteur van het Hoger Onderwijs en kunstenares.
Lambers-Hacquebard werd op 9 december 1982 geridderd tot Commandeur in de Orde van Oranje-Nassau.
Zij was getrouwd met hoogleraar milieurecht prof. mr. Kees Lambers (1945-2017).

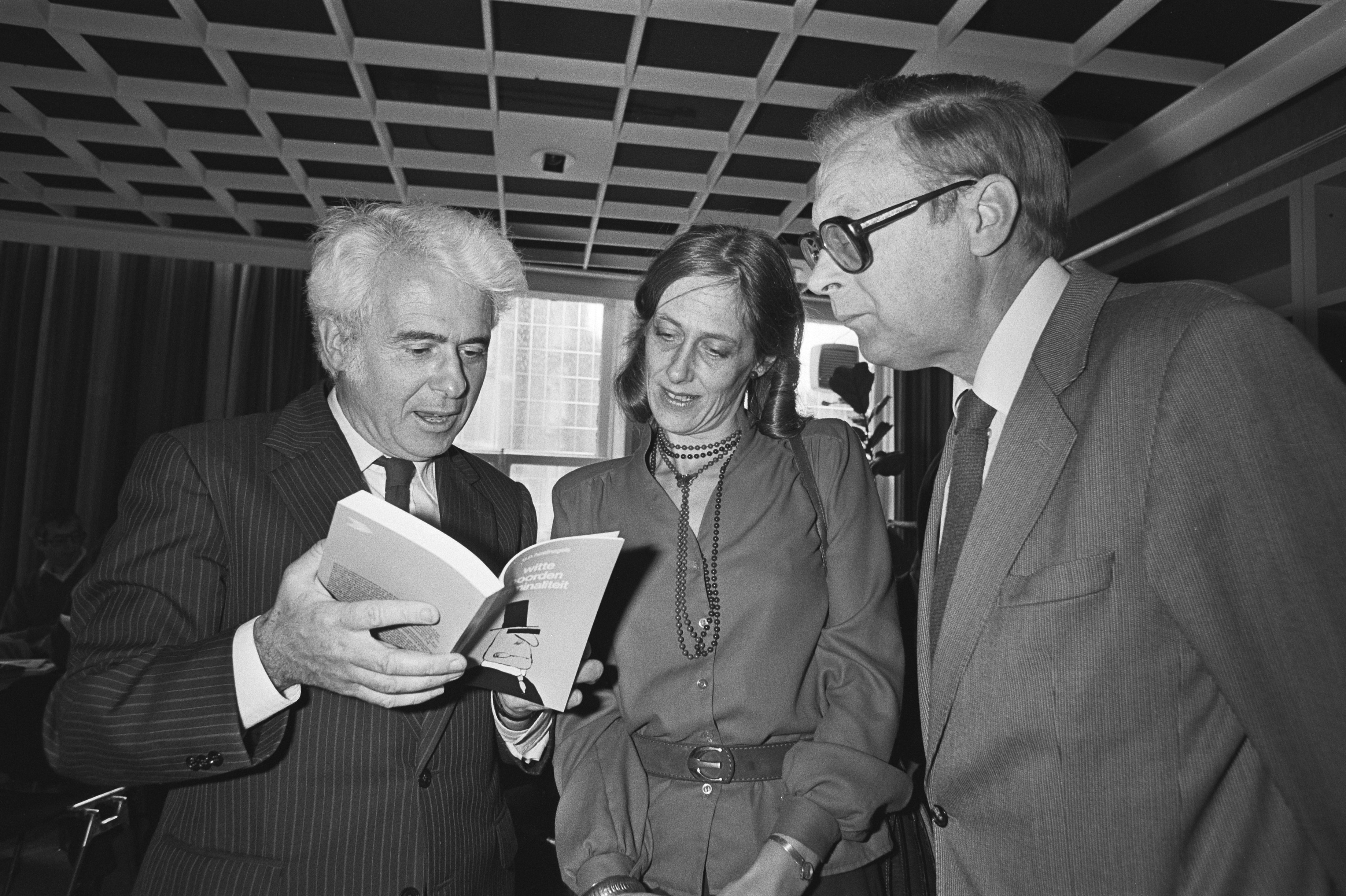
Criminoloog Peter Hoefnagels, Lambers-Hacquebard en PvdA-Kamerlid Hein Roethof bij de presentatie van Hoefnagels boek "Witte boorden-criminaliteit", 30 september 1981.